# Knights of the Cross
Knights of the Cross — восьмий студійний альбом німецького хеві-метал гурту Grave Digger, виданий у 1998 році. Це концептуальний альбом про зліт і падіння лицарів-тамплієрів і ранні хрестові походи (більш детальний опис можна знайти нижче).

## Список композицій
Усю музику написали Болтендаль і Луліс, за виключенням «Deus Lo Vult» (Катценбург). Усі тексти Болтендаль і Івонне Торхауер
| #     | Назва                          | Автор музики          | Тривалість |
| ----- | ------------------------------ | --------------------- | ---------- |
| 1.    | «Deus lo Vult»                 | Hans Peter Katzenburg | 2:28       |
| 2.    | «Knights of the Cross»         |                       | 4:35       |
| 3.    | «Monks of War»                 |                       | 3:38       |
| 4.    | «Heroes of This Time»          |                       | 4:10       |
| 5.    | «Fanatic Assassins»            |                       | 3:40       |
| 6.    | «Lionheart»                    |                       | 4:33       |
| 7.    | «The Keeper of the Holy Grail» |                       | 5:57       |
| 8.    | «Inquisition»                  |                       | 3:47       |
| 9.    | «Baphomet»                     |                       | 4:12       |
| 10.   | «Over the Sea»                 |                       | 3:51       |
| 11.   | «The Curse of Jacques»         |                       | 4:52       |
| 12.   | «The Battle of Bannockburn»    |                       | 6:42       |
| 52:25 |                                |                       |            |

| Digipak bonus track | Digipak bonus track                           | Digipak bonus track                                 | Digipak bonus track |
| #                   | Назва                                         | Автор слів                                          | Тривалість          |
| ------------------- | --------------------------------------------- | --------------------------------------------------- | ------------------- |
| 1.                  | «Children of the Grave» (Black Sabbath cover) | Ozzy Osbourne, Tony Iommi, Geezer Butler, Bill Ward | 4:28                |
| 56:51               |                                               |                                                     |                     |

| Japanese edition bonus tracks | Japanese edition bonus tracks                 | Japanese edition bonus tracks                    | Japanese edition bonus tracks |
| #                             | Назва                                         | Автор слів                                       | Тривалість                    |
| ----------------------------- | --------------------------------------------- | ------------------------------------------------ | ----------------------------- |
| 1.                            | «Kill the King» (Rainbow cover)               | Ritchie Blackmore, Ronnie James Dio, Cozy Powell | 4:27                          |
| 2.                            | «Children of the Grave» (Black Sabbath cover) | Osbourne, Iommi, Butler, Ward                    | 4:26                          |
| 1:01:18                       |                                               |                                                  |                               |

## Учасники
- Кріс Болтендаль — вокал
- Уве Луліс — гітара
- Єнс Бекер — бас-гітара
- Штефан Арнольд — ударні
- Ханс Петер "H.P." Катценбург — клавішні

## Історія
Альбом розповідає історію тамплієрів від часу заснування ордену у 1119 році, крізь роки їх слави, і їх падіння у 1312 році. Перша пісня описує перший хрестовий похід організований на заході після перемоги мусульман у Малій Азії і ослаблення сил Візантійської Імперії («Deus Lo Vult», «Knights of the Cross»). У наступних піснях згадується створення ордену тамплієрів французьким лицарем Гуго де Пейном у 1119 році після становлення Єрусалимського королівства («Monks of War»), і про нову небезпеку для франків через деякий час від єгипетської армії Саладина і секти асасинів Нізарі («Heroes Of This Time», «Fanatic Assassins»). Потім альбом описує жорстокість третього хрестового походу під командування Річарда Першого від Англії і Філіпа Августа («Lionheart»), а також про міфи про здобуття тамплієрами Святого Граалю («Keeper Of The Holy Grail»). Наступні чотири пісні розповідають про трагічний кінець ордену: взяття під арешт сотень лицарів ордену у 1307 році інквізицією, сфальшовані звинувачення королем Франції Філіпом Красивим в єресі і гомосексуальності у ордені («Inquisition»), заяви ув'язнених — підписані під тортурами — про поклоніння демону Бафомету, що призвело до скасування ордену Папою Климентом V у 1312 році («Baphomet»), втечу деяких колишніх тампдієрів морем у Шотландію («Over the Sea»), і страту останнього Великого Магістра Жака де Моле у 1314 році, який, як вважається, прокляв короля і Папу під час спалення, що вони не проживуть більше року після нього («Прокляття Жака»). В останній пісні розповідається про угоду колишніх тамплієрів з шотландцями для битви біля Баннокберна, що допомогло їм здобути незалежність від Англії («Battle of Bannockburn»).

## Історична точність
Історія включає багато міфів і легенд (таких як Святий Грааль, прокляття Жака де Моле, культ Бафомета), але в історичному змісті досить близька до правди (на рівні імен, дат і місць). Багато вчених вважають, що кінець ордену тамплієрів був дійсно організований Філіпом Красивим у зв'язку з його боргами і ненавистю до самого ордену, який насправді, швидше за все, не винен у єресі. Вони фактично стали не потрібні після захоплення Акко сарацинами, падіння Єрусалимського королівства. На той момент ніде не було потреби боротися з язичниками, крім Східної Європи, же на той час монополію мали тевтонські лицарі.